# جيب صخري صدفي
الجيب الصخري الصدفي ، هو وريد جنيني يختفي عادة عند الولادة. في فترة تواجده ، يسير في اتجاه عكسي على طول منطقة التقاء الجزئين الصخري والصدفي للعظم الصدغي، ويصب في الجيب المستعرض.